# همانندسازی نیمه‌حفاظتی

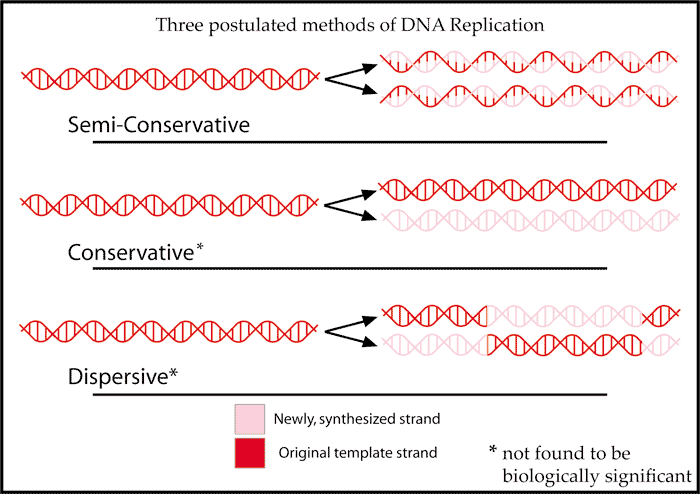
سه روش فرضی سنتز DNA

همتاسازی نیمه‌حفاظتی یا همانندسازی نیمه‌حفاظتی (به انگلیسی: Semiconservative replication) یکی از مدل‌های پیشنهادی برای همانندسازی DNA بود، که طی آزمایش مزلسون-استال درستی آن ثابت شد و امروزه مورد قبول دانشمندان است.
هر مولکول DNA از دو رشته پلی‌نوکلئوتیدی تشکیل شده‌است، که در فرایند همانندسازی از یک‌دیگر جدا می‌شوند و دو رشته پلی‌نوکلئوتیدی جدید از روی آن‌ها ساخته می‌شود.
در مدلِ نیمه‌حفاظتی این دو رشته بدون هیچ تغییری فرایند همانندسازی را طی می‌کنند (دو رشته دست‌نخورده باقی می‌مانند) و پس از تشکیل دو رشته جدید، یک رشته جدید به‌همراه یک رشته قدیمی مولکول دی‌ان‌ای را می‌سازند (هر یک از دو مولکول حاصل همانندسازی، حاوی یک‌نیمه از رشتهٔ قدیمی و یک‌نیمه از رشتهٔ جدید به‌صورت برابر هستند؛ یعنی دو مولکول حاصل، هر یک دارای یک رشتهٔ قدیمی و یک رشتهٔ جدید که از روی آن ساخته شده؛ می‌باشد).
مزلسون و استال درستی این طرح را (از میان سه طرح پیشنهادی) اثبات کردند.

## دیگر مدل‌های پیشنهادی
- طرح حفاظتی
- طرح پراکنده (غیرحفاظتی)